# Agostinho Pedro da Silva Vilhena
Agostinho Pedro da Silva Vilhena ComNSC (Santiago do Cacém, 19 de Junho de 1822 - Santiago do Cacém, 30 de Janeiro de 1894) foi um médico português e proprietário rural em Santiago do Cacém.
Formado pela Escola Médico-Cirúrgica de Lisboa em 1845, ano em que fez o acto grande (exame final) defendendo a teses "Valor da hyponarthecia e aparelho amidonado no tratamento das fracturas da perna", logo regressou à sua terra natal, onde exerceu durante longos anos as funções de médico-cirurgião da Câmara Municipal de Santiago do Cacém.
Foi o sócio accionista nº 1 da Sociedade Harmonia, que fundou conjuntamente com António Parreira Luzeiro de Lacerda, Cipriano de Oliveira, o 1.º Conde do Bracial e os seus irmãos Francisco Alexandre de Vilhena e Joaquim Jerónimo de Vilhena, inaugurada em 1 de Dezembro de 1847. Mais tarde, já em 1863, será o responsável pelas obras de construção da nova sede e teatro, onde ainda hoje aquela instituição cultural tem a sua sede.
Recebido como irmão da Misericiórdia de Santiago do Cacém em 1851, aí exerceu gratuitamente a medicina e onde veio a ser eleito provedor em 1891.
Grande proprietário rural em Santiago do Cacém, estava entre os principais contribuintes fiscais do seu círculo eleitoral, o que o tornou um importante influente eleitoral. Assim, na sequência das eleições legislativas de 6 de março de 1887, em que venceu uma lista por si apoiada, coordenada pelo então administrador do concelho Joaquim da Graça Correia e Lança e pelo dirigente local do Partido Progressista Dr. Jacinto Parreira da Lança, o Dr. Agostinho Pedro da Silva Vilhena foi eleito em 30 de março de 1887 delegado efectivo distrital, juntamente com o 1º Visconde de Santiago do Cacém e José Maria da Fonseca Acciaioli, eleitos delegados suplentes nessa mesma ocasião.
Era Comendador da Ordem de Nossa Senhora da Conceição de Vila Viçosa (31 de Março de 1887) e Fidalgo da Casa Real.
Não tendo casado nem deixado descendentes directos, foram seus principais herdeiros os sobrinhos Augusto Ernesto Teixeira de Aragão, e José Benedito Hidalgo de Vilhena (a quem deixou a Quinta de Almadanin e a sua parte na Herdade do Reguengo, no Vale de Santiago).